# Gradi del Regio Esercito
Questa pagina contiene i gradi del personale appartenente al Regio Esercito italiano, dal 1870 al 1945.

## 1870 - 1908
In questo periodo si assiste al passaggio dall'esercito piemontese a quello italiano con il mantenimento di una divisa di colore nero e l'apposizione di galloni fiorati. In quest'epoca non erano ancora state introdotte le classiche mostrine a spallina ancora oggi in uso, ma il sopraspalla era costituito da un grado a cordone oppure liscio.
|                   |          |
| Sergente maggiore | Sergente |

|                   |          |
| Caporale maggiore | Caporale |

## 1908 - 1915
L'introduzione della divisa grigio-verde non mutò i distintivi di grado in uso, eccezion fatta per i graduati di truppa che videro i galloni cambiare colore da rosso a nero. A tutti venne estesa, nel 1899, l'immagine della Stella d'Italia; il colore delle stellette e del bordo del distintivo era l'oro o l'argento a seconda dell'arma, corpo o servizio in cui militava il soldato, tranne che per gli ufficiali generali il cui bordo era rosso e le stellette oro.
I marescialli nacquero il 3 luglio 1902, caratterizzati da un distintivo recante da uno a tre galloncini, anch'essi d'oro o d'argento. Sergenti, sergenti maggiori, caporali maggiori e caporali portavano invece le insegne al paramano.

### Ufficiali generali
| Controspallina |                     |                                     |                  |                  |
| Grado          | Generale d'esercito | Generale in comando d'armata (1915) | Tenente generale | Maggior generale |

### Ufficiali superiori
| Controspallina |                                     |            |                    |          |
| Grado          | Colonnello comandante di reggimento | Colonnello | Tenente colonnello | Maggiore |

### Ufficiali inferiori
| Controspallina |                    |          |         |              |
| Grado          | 1º capitano (1915) | Capitano | Tenente | Sottotenente |

### Marescialli
| Controspallina |                      |                  |                       |
| Grado          | Maresciallo maggiore | Maresciallo capo | Maresciallo ordinario |

### Sergenti e truppa
| Avambraccio |                   |          |                  |          |
| Grado       | Sergente maggiore | Sergente | Caporal maggiore | Caporale |

## Prima guerra mondiale
La Grande Guerra comportò per il Regio Esercito un continuo cambiamento delle gerarchie e dei distintivi di grado. Per ridurre la visibilità degli ufficiali al fronte vennero abolite ad esempio la sciarpa azzurra, la sciabola e altre vistose insegne. I gradi vennero definitivamente rimossi dalle controspalline e fissati sui paramano delle divise, in via sperimentale con le stellette allineate orizzontalmente oppure posti addirittura sul retro del paramano, cioè visibili soltanto di spalle. I distintivi nelle spalline furono ripristinati nel 1926, e ivi rimasero fino al 1934, anno in cui furono riportati nei paramani, tuttavia di diversa foggia.

### Ufficiali generali
Per distinguere meglio gli incarichi di comando, gli ufficiali generali passarono da tre gradi gerarchici a otto. Le stellette erano sempre d'oro, il nastro in tessuto era d'argento su stoffa inizialmente grigio-verde, dal 1918 diventata rossa.
La massima suddivisione si ebbe nel 1918 quando il grado di colonnello in comando di brigata viene trasformato in brigadier generale ed inserito nella categoria degli ufficiali generali; nascono altresì i gradi di maggior generale in comando di divisione, tenente generale in comando d'armata e tenente generale capo di stato maggiore dell'esercito.
| Paramano |                     |                                             |                                              |                                               |                                          |                                                 |                                        |                           |
| Grado    | Generale d'esercito | Tenente generale capo di SM esercito (1918) | Tenente generale in comando di armata (1918) | Tenente generale in comando di corpo d'armata | Tenente generale in comando di divisione | Maggior generale in comando di divisione (1918) | Maggior generale in comando di brigata | Brigadier generale (1918) |

### Ufficiali superiori
Un aumento delle gerarchie lo videro anche gli ufficiali superiori, passati da tre a sei per sopperire al crescente numero di incarichi affidati a personale con grado gerarchico inferiore. Sorsero quindi i tenenti colonnello comandanti di reggimento e colonnelli in comando di brigata, quest'ultima nati nel 1916 e mutati nel 1918 in brigadier generali, con insegna senza stellette.
| Paramano |                                              |                                     |            |                                  |                    |          |
| Grado    | Colonnello in comando di brigata (1916-1918) | Colonnello in comando di reggimento | Colonnello | Tenente colonnello i.g.s. (1916) | Tenente colonnello | Maggiore |

### Ufficiali inferiori
L'allargamento dei gradi gerarchici interessò anche gli ufficiali inferiori. Nel 1915 venne introdotta la qualifica di "aspirante", assegnata ad ufficiali di complemento in attesa di essere nominati sottotenenti e contraddistinti da una stelletta di filo nero. Nel 1916 arrivarono le stellette su supporto "robbio" per i tenenti comandanti di compagnia e per i capitani in comando di battaglione.
| Paramano |                |                                           |          |                       |         |              |                  |
| Grado    | Primo capitano | Capitano in comando di battaglione (1916) | Capitano | Tenente i.g.s. (1916) | Tenente | Sottotenente | Aspirante (1915) |

### Marescialli
I marescialli fecero scomparire la categoria dei "furieri". Novità assoluta fu l'istituzione, nel 1916, degli "aiutanti di battaglia", grado raggiungibile sia dai sottufficiali che dalla truppa unicamente per meriti di guerra, indipendentemente dal grado rivestito in precedenza.
| Insegna di grado (1916) |                         |                           |                            |                          |
| Insegna di grado (1915) | grado non ancora creato |                           |                            |                          |
| Grado                   | Aiutante di battaglia   | Maresciallo di reggimento | Maresciallo di battaglione | Maresciallo di compagnia |

### Sergenti e graduati di truppa
| Paramano (1917)      |                   |          |                   |          |
| Paramano (dic. 1915) |                   |          |                   |          |
| Paramano (1915)      |                   |          |                   |          |
| Grado                | Sergente maggiore | Sergente | Caporale maggiore | Caporale |

## Seconda guerra mondiale
Alcune prime modifiche all'abbigliamento dei soldati cominciarono ad arrivare negli anni venti, ma un grande cambiamento ci sarà solo nel 1933 con la cosiddetta "Riforma Baistrocchi" che introduce, tra le altre cose, l'abito "borghese", camicia con collo floscio, berretto piatto, "metallerie" esclusivamente dorate e nuove insegne di grado per gli ufficiali.
Le insegne di grado, pur rimanendo sulle maniche, si uniformano nel disegno generale alla marina ed all'aeronautica, non a caso le stellette vengono sostituite da galloni, filetti e greche. Le stellette però rimangono in vigore per i cappelli a bustina e successivamente per il basco e per le tenute coloniali. Le controspalline degli ufficiali e dei marescialli erano bordate con del filo colorato a seconda della specialità di appartenenza: scarlatto per fanteria e carabinieri, bianco per la cavalleria, giallo-arancio per l'artiglieria, cremisi per il genio militare, viola per il commissariato, celeste per gli automobilisti e blu per l'amministrazione.
Lo scoppio della seconda guerra mondiale e l'autarchia voluta dal fascismo comportarono peraltro un'austerità nelle divise militari. I galloni degli ufficiali si rimpiccioliscono notevolmente, spostandosi a pochi centimetri dal bordo inferiore delle manopole per ridurne la visibilità agli occhi del nemico. Dopo il proclama Badoglio dell'8 settembre 1943 l'Esercito Nazionale Repubblicano adotta propri gradi mentre rimangono immutati per il Corpo Italiano di Liberazione prima e per i Gruppi di Combattimento poi, eccezion fatta per gli ufficiali che si vedranno trasferite, tra la fine del 1944 e l'inizio del 1945, le insegne di grado nelle controspalline. Questo cambiamento venne effettuato per uniformare le divise italiane a quelle Alleate. Gli ufficiali generali portavano le stellette d'oro su di una controspallina in tessuto d'argento; gli ufficiali superiori, da maggiore a colonnello, portavano la controspallina guarnita da un bordo d'oro; gli ufficiali inferiori avevano una nuova disposizione delle stellette, ora centrate rispetto alla controspallina. Nessuna novità invece per i sottufficiali, che già avevano le insegne di grado sulle controspalline o sugli avambracci. I sergenti ed i graduati di truppa portavano i gradi sugli avambracci in posizione intermedia tra spalla ed il gomito.

### Ufficiali generali
Gli ufficiali generali, ritornati a tre livelli dopo la prima guerra mondiale, all'avvento della seconda guerra mondiale erano sei. Il disegno veniva portato al di sopra delle manopole della divisa ed era composto da un tratto di greca e un numero di "filetti" corrispondenti al numero delle stellette; il filetto più in alto componeva un ovale simile al "giro di bitta" dei marinai della Regia Marina.
Dopo la proclamazione dell'Impero nel 1936, nel 1938 venne creato, per il Re e per il Capo del Governo (Benito Mussolini), il grado di Primo maresciallo dell'impero, contraddistinto da una doppia greca sormontata da un'aquila romana.
Detto grado sarà abolito nel 1946, con l'avvento del regime repubblicano, così come altri gradi che saranno aboliti del tutto in alcuni casi e sostituiti in altri.
| Controspallina (dal 1945) |                               |                      |                   |                             |                            |                       |                     |  |
| Paramano (dal 1934)       |                               |                      |                   |                             |                            |                       |                     |  |
| Grado                     | Primo maresciallo dell'Impero | Maresciallo d'Italia | Generale d'armata | Generale designato d'armata | Generale di corpo d'armata | Generale di divisione | Generale di brigata |  |

### Ufficiali superiori
I livelli gerarchici degli ufficiali superiori restarono immutati allo scoppio della guerra. Come per la Regia Marina e la Regia Aeronautica, i galloni vennero allargati e sovrastati da un numero di filetti massimo di tre, il più in alto dei quali formava un anello rivolto verso l'alto. Il colore dei disegni era l'oro per tutte le armi ed i corpi, tranne i Carabinieri che mantennero l'argento.
I comandanti di reggimento continuarono a portare il sottopanno "robbio".
| Controspallina (dal 1945) |                       |            |                    |          |
| Paramano                  |                       |            |                    |          |
| Grado                     | Colonnello comandante | Colonnello | Tenente colonnello | Maggiore |

### Ufficiali inferiori
| Controspallina (dal 1945) |                |          |               |         |              | insegna non prevista |
| Paramano                  |                |          |               |         |              |                      |
| Grado                     | Primo capitano | Capitano | Primo tenente | Tenente | Sottotenente | Aspirante            |

Gli ufficiali inferiori erano, e sono tutt'oggi, detti anche "subalterni"; da notare che sin dalla prima guerra mondiale e fino agli anni settanta erano previsti i gradi di 1° Tenente e 1º Capitano, quest'ultimo presente ancora oggi nella gerarchia delle Forze Armate, ed erano riservati a coloro, soprattutto nel '40-'45, avevano combattuto nel '15-'18 o nelle guerre coloniali, ed erano stati posti in riserva al termine delle operazioni belliche e poi richiamati nel 1940 all'entrata in guerra e quindi riarruolati con il loro vecchio grado (capitano e tenente) e quindi considerati "più anziani" rispetto ad altri, ovvero coloro che avevano trascorso un periodo superiore al normale per il passaggio al grado superiore.
Tale criterio, di fatto, permane tutt'oggi per il 1º Capitano, che però per prassi è riservato agli ex marescialli che sono transitati nel Ruolo Speciale Ufficiali, e che quindi hanno una progressione molto lenta rispetto a coloro che sono entrati nel Ruolo per concorso a Nomina Diretta ovvero ex AUC, oggi AUFP, che al termine della ferma hanno passato la selezione per il servizio permanente effettivo e ancor più lenta rispetto agli Ufficiali del Ruolo Normale, cioè coloro che provengono dall'Accademia Militare di Modena.
Di fatto, ad oggi, il grado di 1º Capitano sta andando in disuso, per prassi, tendendo ove possibile ad avanzare i Capitani ex marescialli, poco prima o subito dopo il congedo per pensionamento, al grado di Maggiore a titolo onorifico.
Il 1° Tenente è stato invece definitivamente abolito tra la fine dei '70 e inizi '80, poiché considerato "superfluo" ovvero "non più necessario".

### Sottufficiali e truppa
I marescialli, all'avvento della riforma Baistrocchi, mantennero i gradi sulle controspalline dove erano stati sistemati già nel 1924. Il grado di aiutante di battaglia rimase e l'accesso restò vincolato alle qualità dimostrate in combattimento. Sergenti e truppa portarono i gradi al paramano fino al 1937, data in cui vennero spostati agli avambracci (in formato ridotto). Allo scoppio della guerra i gradi per la truppa assunsero il colore rosso (prima erano neri) mentre i paracadutisti (nati nel 1941) iniziarono a portare il sottopanno azzurro.
| Paramano (fino al 1937) | insegna non prevista  | insegna non prevista | insegna non prevista | insegna non prevista  |                      |                      |                      |                      |
| Controspallina          |                       |                      |                      |                       | insegna non prevista | insegna non prevista | insegna non prevista | insegna non prevista |
| Grado                   | Aiutante di battaglia | Maresciallo maggiore | Maresciallo capo     | Maresciallo ordinario | Sergente maggiore    | Sergente             | Caporale maggiore    | Caporale             |

| Controspallina (dal 1945)            |                       |                      |                      |                       | insegna non prevista | insegna non prevista | insegna non prevista | insegna non prevista |
| Insegna per avambraccio (aviotruppe) | insegna non prevista  | insegna non prevista | insegna non prevista | insegna non prevista  |                      |                      |                      |                      |
| Insegna per avambraccio              | insegna non prevista  | insegna non prevista | insegna non prevista | insegna non prevista  |                      |                      |                      |                      |
| Grado                                | Aiutante di battaglia | Maresciallo maggiore | Maresciallo capo     | Maresciallo ordinario | Sergente maggiore    | Sergente             | Caporale maggiore    | Caporale             |

### Controspalline metalliche
A partire dal 1926 per le uniformi da parata vennero introdotte delle controspalline metalliche differenti nelle decorazioni a seconda del grado dell'insignito. Esse erano destinate unicamente alle uniformi da parata e venivano assegnate dal grado di sottotenente in su. Le differenziazioni di grado avvenivano attraverso l'uso di fasce metalliche di numero variabile che erano semplici nel caso degli ufficiali inferiori, a festoni nel caso degli ufficiali superiori e arabescate nel caso dei generali, i quali disponevano inoltre di un numero di stellette variabile a seconda del grado da porsi sul manico della spallina (sottotenente 1 fascia piana, tenente 2 fasce piane, capitano 3 fasce piane, maggiore 1 fascia a festoni, tenente colonnello 2 fasce a festoni, colonnello 3 fasce a festoni, generale di brigata fascia arabescata e 1 stella, generale di divisione fascia arabescata e 2 stelle, generale di corpo d'armata fascia arabescata e 3 stelle). Nello spazio interno alle linee di grado si trovava l'insegna del corpo di appartenenza. Il corpo della spallina poteva presentare delle linee a festoni per artiglieria, cavalleria, genio, medici, veterinari e farmacisti, o linee orizzontali per la fanteria e per tutte le altre armi. Nel caso della marina militare, il corpo della spallina era squamato ed anche i gradi corrispondenti erano diversificati (guardiamarina 1 fascia piana, sottotenente di vascello 2 fasce piante, tenente di vascello 3 fasce piane, capitano di corvetta 1 fascia a festoni, capitano di fregata 2 fasce a festoni, capitano di vascello 3 fasce a festoni, contrammiraglio fascia arabescata e 1 stella, ammiraglio di divisione fascia arabescata e 2 stelle, ammiraglio fascia arabescata e 3 stelle).

#### Ufficiali generali
| Controspallina da parata (dal 1926) |                            |                       |                     |
| Grado                               | Generale di Corpo d'Armata | Generale di Divisione | Generale di Brigata |

#### Ufficiali superiori
| Controspallina da parata (dal 1926) |            |                    |          |
| Grado                               | Colonnello | Tenente Colonnello | Maggiore |

#### Ufficiali inferiori
| Controspallina da parata (dal 1926) |          |         |              |
| Grado                               | Capitano | Tenente | Sottotenente |

## Colonie (1911-1945)
Truppe coloniali
Per quanto compresi all'interno delle forze armate del Regno d'Italia, le truppe coloniali indigene godevano di appositi gradi che non superavano il rango di sottufficiale.
| Avambraccio |                 |            |                 |            |        |        | insegna non prevista |
| Grado       | Sciumbasci capo | Sciumbasci | Bulucbasci capo | Bulucbasci | Muntaz | Uachil | Àscari               |